# Humaitá (Paraguay)
Humaitá è un centro abitato del Paraguay, nel dipartimento di Ñeembucú, di cui forma uno dei 16 distretti; la località dista 341 km dalla capitale del paese, Asunción e si trova sulla sponda sinistra del fiume Paraguay.
Riveste una notevole importanza storica all'interno del Paraguay: qui si svolse infatti una delle più importanti campagne militari della Guerra della triplice alleanza.

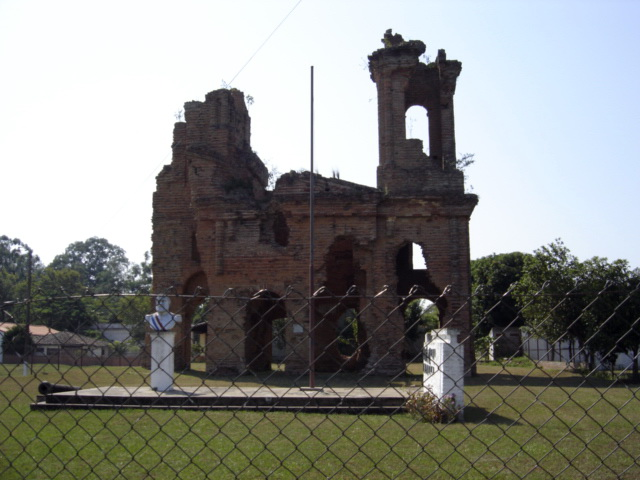
Resti della chiesa di San Carlo Borromeo ad Humaitá

## Popolazione
Al censimento del 2002 Humaitá contava una popolazione urbana di 1.314 abitanti (2.888 nel distretto).

## Origine del nome
Secondo la più accreditata versione, il nome della località deriva dai vocaboli lingua guaraní ymá (“antichità”) e itá (“pietra”); il suo nome significherebbe dunque “pietra antica”.

## Storia

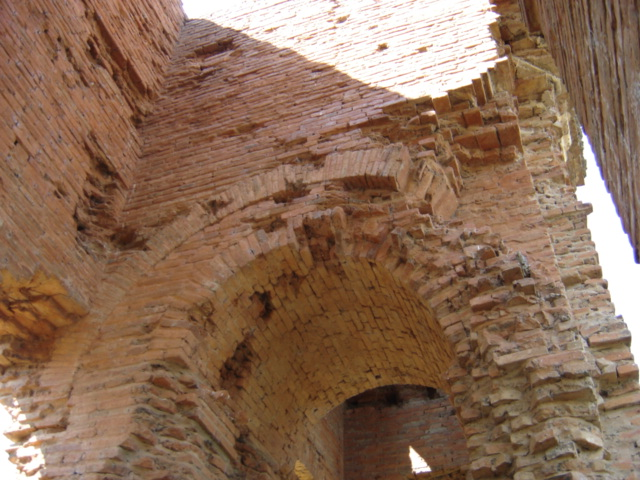
Particolare della Ruina de Humaitá

Humaitá fu fondata nel febbraio del 1778 ai tempi della colonizzazione spagnola su ordine del governatore Pedro Melo de Portugal y Villena. La sua posizione, su una stretta curva del fiume Paraguay, ne fece presto il luogo ideale per controllare il traffico fluviale diretto ad Asunción; a metà del XIX secolo il presidente Carlos Antonio López ordinò la costruzione di un poderoso complesso difensivo nel luogo.
Dopo lo scoppio della Guerra della triplice alleanza il forte riuscì a respingere gli attacchi nemici per ben due anni, dal 1866 al 1868; nel 1867 vi si trincerò il dittatore paraguaiano, il maresciallo Francisco Solano López, per difendere la capitale dagli attacchi congiunti delle forze argentine, uruguaiane e brasiliane. Dopo che queste ultime conquistarono Tayi il 2 novembre del 1867 Humaitá rimase isolata da ogni comunicazione terrestre, mentre il 19 febbraio 1868 fu forzato il passaggio sul fiume; ugualmente l'esercito paraguaiano riuscì a respingere gli attacchi del 3º Corpo d'Armata dell'esercito brasiliano, comandato dal maresciallo Manuel Luís Osório, sferrati il 21 marzo e il 17 luglio del 1868. Abbandonato dai difensori, il forte fu occupato dalle forze brasiliane il 5 agosto 1868.
Del terribile bombardamento che dovette ricevere il forte resta la testimonianza nei resti della Chiesa di San Carlo Borromeo, detta la Ruina de Humaitá ed effigiata anche nelle monete da 100 guaraní; il museo storico della città, posto in quello che era stato il quartier generale del maresciallo López, conserva cimeli della disastrosa guerra.
La grande alluvione che nel 1983 colpì tutto il dipartimento di Ñeembucú devastò anche le abitazioni di Humaitá; non si salvò neppure il museo, che subì anche il furto di numerosi pezzi.

## Economia
Decaduta la sua importanza dopo i fatti bellici del 1868, oggi il centro abitato vive soprattutto di allevamento e, in misura minore, di agricoltura. Negli ultimi anni si è verificato qualche tentativo di ridare impulso alla zona grazie al turismo storico e alla pesca turistica.

### Turismo

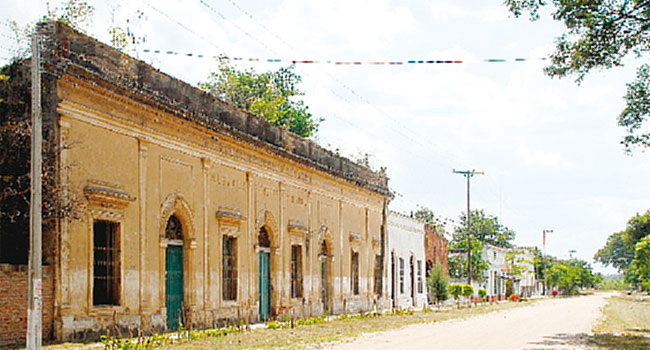
Casa coloniale

Ad Humaitá arrivano turisti provenienti dal paese e dall'estero, interessati soprattutto alle vestigia della Guerra della triplice alleanza. Il monumento più visitato, la Ruina de Humaitá, era la chiesa di San Carlo Borromeo, inaugurata il 1º gennaio 1861 dal presidente Carlos Antonio López in persona e costruita dall'architetto austro-ungarico Wisner de Morgenstern. Il museo storico espone in cinque stanze reperti risalenti alla Guerra della triplice alleanza.

## Infrastrutture e trasporti
La mancanza di una strada asfaltata che la potesse collegare a Pilar, capoluogo del dipartimento di Ñeembucú, ha impedito lo sviluppo del centro. Risulta abbandonato anche l'antico porto fluviale.